# Castelfidardo-Medaille
Die Medaille Pro Petri Sede ist auch unter dem Namen Castelfidardo-Medaille bekannt. Sie ist ein päpstliches Ehrenzeichen für militärische Verdienste aus der Zeit des Risorgimento.

## Geschichte
Mit dem Breve Arbiter ac moderator stiftete Papst Pius IX. die Medaille am 12. November 1860 nach der Niederlage der päpstlichen Truppen in der Schlacht von Castelfidardo. Die Vergabe der Auszeichnung war allerdings nicht an die Teilnahme an der Schlacht gebunden, sondern sie konnte an alle Teilnehmer der Kampfhandlungen des Zweiten Italienischen Unabhängigkeitskriegs auf päpstlicher Seite verliehen werden.

## Gestaltung
Die Medaille besteht aus einem Petruskreuz – ein auf dem Kopf stehendes lateinisches Kreuz – mit einem umlaufenden Ring. Die Devise auf dem Avers lautet VICTORIA, QUAE VINCIT MUNDUM, FIDES NOSTRA („Der Sieg, der die Welt besiegt, ist unser Glaube“, 1 Joh 5,4 ). Auf dem Revers befindet sich die Inschrift PRO PETRI SEDE, PIO IX P. M. A. XV („Für den Stuhl Petri, Pius IX., Pontifex Maximus, im 15. Jahr“).
Vier verschiedene Stufen wurden verliehen:
- Gold mit emailliertem Schriftring: Für Kommandeure.[1]
- Gold: Für besonders tapfere Offiziere.[1]
- Silber: Für Offiziere.[1]
- versilbertes Weißmetall: Für Unteroffiziere und Mannschaften.[1]

Die Medaille hängt an einem roten Band, das an zwei Stellen von weißen Streifen mit gelben Rändern durchbrochen wird. Am Band wurden Spangen mit dem Namen der Schlachten angebracht, an denen der Inhaber der Medaille teilgenommen hatte.

## Verweise
1. 1 2 3 4 5 6 7  Medaille ""Pro Petri Sede"" [Numisma ""Pro Petri Sede""] (sogenannte ""Castelfidardo-Medaille""). In: www.kuenker.de. Abgerufen am 8. Juli 2019.
2. ↑  Friedrich Marquis Guigue de Champvans de Farémont: Geschichte und Gesetzgebung der Ritterorden, Ehrenzeichen und Medaillen des Heiligen Stuhles nach amtlichen Quellen. Hrsg. vom Institut Historique et Hèraldique de France, Paris 1932, S. 25.
3. ↑  Georg E. Stuart: A Castelfidardo Medal with a Ribbon from the Cross Pro Ecclesia et Pontifice. Abgerufen am 8. Juli 2019 (englisch).